# Гусейн-хан Тургут
Гусейн Тургут (азерб. Hüseyn xan Turqut, тур. Hüseyin Turgut; 1900, Эривань – 1971, Турция) — генерал-майор вооружённых сил Турции, представитель рода иреванских ханов.
Участвовал в Первой мировой войне и турецкой войне за независимость. Служил в ВВС Турции 30 лет.

## Жизнь
Гусейн Тургут родился в Эривани в ноябре 1900 года. Среднее образование получил в Эриванской городской гимназии.
После бесчинств, совершённых армянами в Эривани после Октябрьской революции 1917 года, вместе с членами семьи переехал в Нахичевань. Поучаствовав некоторое время в обороне Нахичевани, он попрощался с семьей и уехал в Турцию.

## В Турции

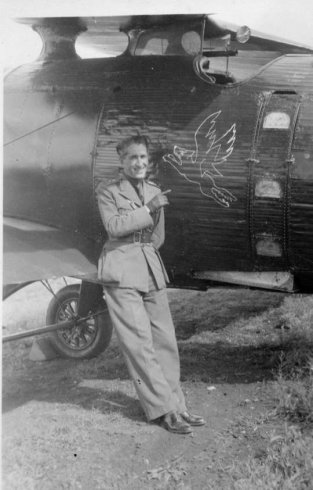
Гусейн Хан Тургут в ВВС Турции

Гусейн Тургут, присоединившись в 1918 году к Османской армии, участвовал в Первой Мировой войне. Воевал в 5-й дивизии IV корпуса, а затем в 11-й дивизии в Догу Баязиде.
В последние месяцы войны был награждён Военной медалью за выдающиеся заслуги на восточном и юго- восточном фронтах.
После начала Войны за независимость Турции участвовал в освобождении Карса, Сарыкамыша и Гюмри от оккупации в звании лейтенанта. Был награждён Ататюрком медалью «Истикляль» («Независимость»). По окончании войны остался в армии и продолжил военную службу. Участвовал в подавлении курдских восстаний на юго-востоке Турции.
Служивший до 1930 года в охранном полку в Анкаре Гусейн Тургут за выдающиеся заслуги был направлен в военно-воздушные силы. В 1932 году его отправили во Францию следить за новшествами и участвовать в тренировках, так как он был одним из пяти пилотов, показавших успешный результат в соревнованиях среди пилотов. Вернулся со сборов в Франции с высокими результатами. Гусейн Тургут, владевший 6 языками, принимал участие в подготовке пилотов для турецких ВВС с 1934 по 1946 годы.
В 1946 году попал в серьёзную аварию. Ставшие следствием этой аварии проблемы со здоровьем не позволяли ему проводить учения, поэтому он служил на различных других должностях в ВВС. В 1960 году после 42 лет службы вышел в отставку в звании генерал-майора.
Гусейн Тургут умер в Анкаре в ноябре 1971 года. Был похоронен на военном кладбище Чебеджи с воинскими почестями.

## Семья
Отец Гусейна Тургута – Гасан-хан Тургут, сын Аббасгулу-хана Иреванского. Мать – принцесса Нуралейин ханым Каджар, дочь Бахмана Мирзы Каджара. Брат–Фарид-хан Тургут, сёстры – Рухсара, Сами и Адиля.
В 1936 году Гусейн-хан Тургут женился на Ляман Хаттусас. От этого брака родились дочь Нур (1940) и сын Турхан (1946).

## Награды
- — В 1918 году за заслуги на Восточном и Юго-Восточном фронтах награжден знаком «Железный полумесяц»[1].
- — В 1923 году за заслуги в войне за независимость Турции он был награжден медалью Независимости[1].